# Marcel Piquet
Raymond-Marie-Marcel Piquet (Parigi, 24 agosto 1888 – Saigon, 11 luglio 1966) è stato un vescovo cattolico e missionario francese.

## Biografia
Entrò nel seminario delle Missioni estere di Parigi nel 1908, fu ordinato prete il 29 luglio 1912 e, alla fine dello stesso anno, raggiunse la missione di Quinhon, in Vietnam, a cui era stato destinato.
Svolse gli incarichi di vicario, docente nel seminario maggiore e parroco: oltre a svolgere suo ministero sacerdotale, per migliorare le condizioni materiali dei parrocchiani, promosse lavori di bonifica, irrigazione e dissodamento.
L'11 novembre 1943 fu nominato vicario apostolico di Quinhon ed eletto vescovo titolare di Eriza: fu consacrato il 18 gennaio 1944.
Lo scoppio della guerra d'Indocina gli rese difficile l'amministrazione del vasto vicariato apostolico e nel 1957 ne chiese la divisione: ottenne quindi l'erezione del vicariato apostolico di Nhatrang, di cui fu il primo pastore. Con la creazione della gerarchia cattolica in Vietnam, nel 1960 fu trasferito alla sede residenziale di Nhatrang.
Eresse il seminario diocesano, fece stabilire un monastero di carmelitane; per l'educazione delle giovani e le opere assistenziali, fondò la congregazione delle Suore del Cuore Immacolato di Maria.
Morì nel 1966.

## Genealogia episcopale
La genealogia episcopale è:
- Patriarca Eliya XII Denha
- Patriarca Yukhannan VIII Hormizd
- Vescovo Isaie Jesu-Yab-Jean Guriel
- Arcivescovo Yosep V Hindi
- Patriarca Yosep VI Audo
- Patriarca Eliya XIV Abulyonan
- Patriarca Yosep Emmanuel II Thoma
- Vescovo François David
- Arcivescovo Antonin-Fernand Drapier, O.P.
- Vescovo Raymond-Marie-Marcel Piquet, M.E.P.